# Partit Autòcton Negre

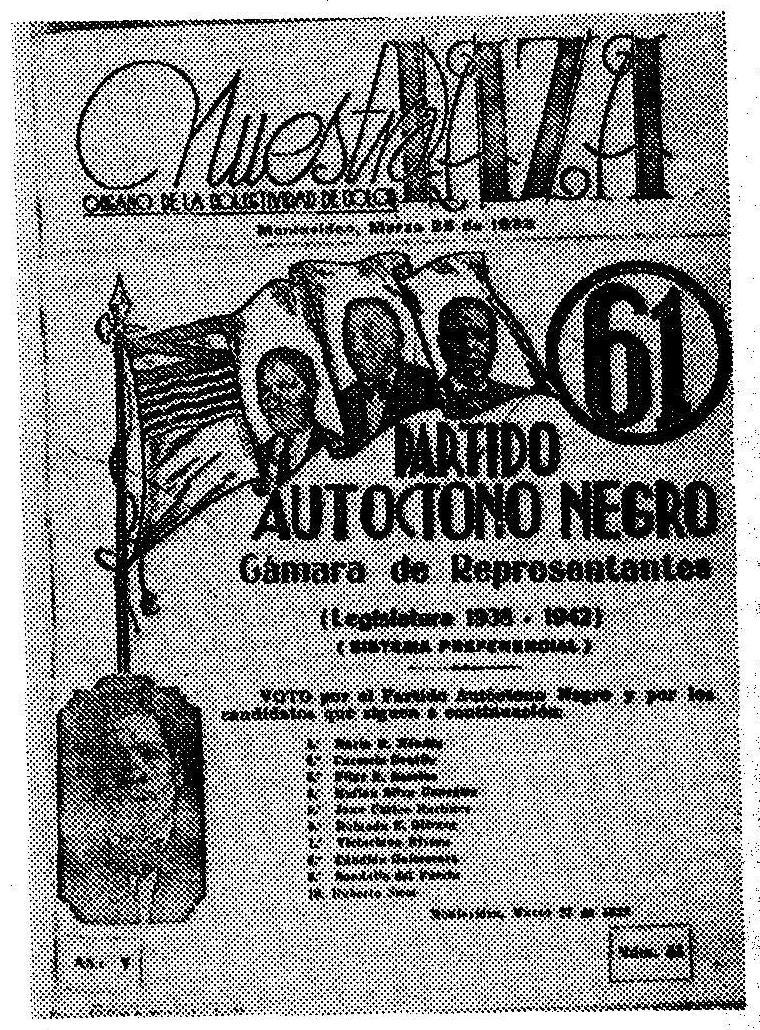
Portada de la revista Nuestra raza, nom. 55 (1936), composta amb un facsímil de la fulla electoral del Partit Autòcton Negre (PAN).

El Partit Autòcton Negre (PAN) fou un partit polític de l'Uruguai, l'objectiu del qual era reivindicar els drets de la col·lectivitat afrouruguaiana. Va ser fundat el 1936 i es va dissoldre el 1944, participant de les eleccions nacionals uruguaianes del 1938.
El PAN va escriure setmanalment una revista coneguda com a Nuestra raza (1933-1948), que s'encarregava, entre altres coses, de defensar els drets civils de la població afrodescendent i de difondre missatges d'activitats relacionades amb el col·lectiu negre. Els seus principals escriptors i periodistes van ser els germans Ventura (1896-1952) i Pilar Barrios (1899-1974).
Quan Itàlia va envair Etiòpia, el PAN va formar part del Comitè de la Raça Negra contra la Guerra i el Feixisme. Betervide, al costat d'Isabelino Gares, van ser els editors d'un periòdic de similar contingut, Vanguardia (1928-1929).
El programa polític del PAN consistia, bàsicament, en: denunciar la discriminació ocupacional; la unitat d'interessos comuns amb els sectors més desposseïts de la societat; suport a les iniciatives que afavorissin el país; obtenció de representació parlamentària de la col·lectivitat.
Després de les eleccions de 1938, el PAN va entrar en un període de crisi i es va dividir fins a la seva dissolució definitiva com a partit, el 1944.